# イオン橋本店
イオン橋本店（イオンはしもとてん）は、神奈川県相模原市緑区橋本に所在するショッピングセンター。イオンリテールが運営する。橋本駅北口地区再開発事業により建設され開業した。

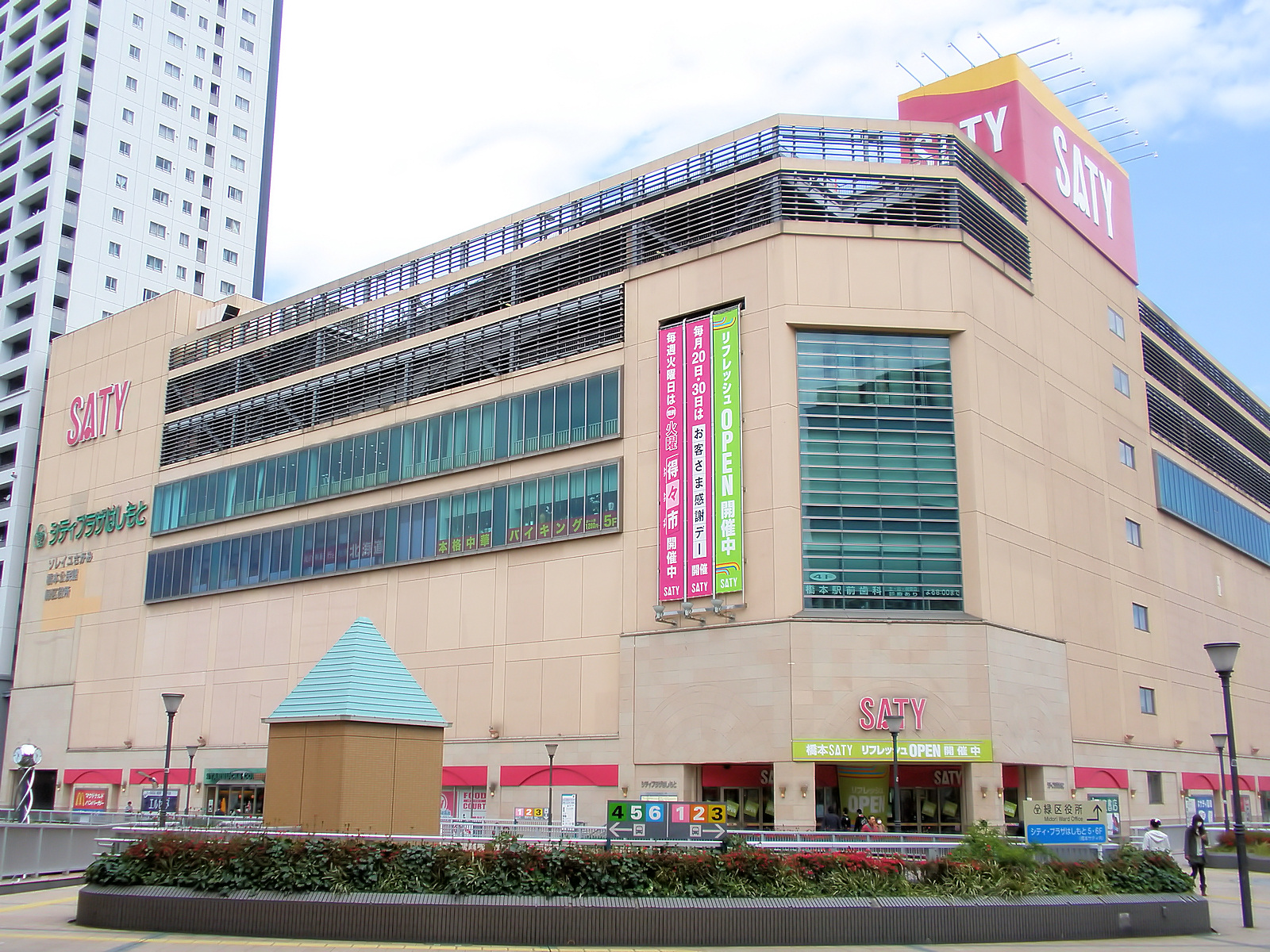
橋本サティ時代の店舗外観

2000年3月4日に橋本ビブレとして開業後、マイカルの経営破綻により橋本サティへの業態転換を経て、2011年（平成23年）3月1日よりイオン橋本店として営業開始した。

## 概要

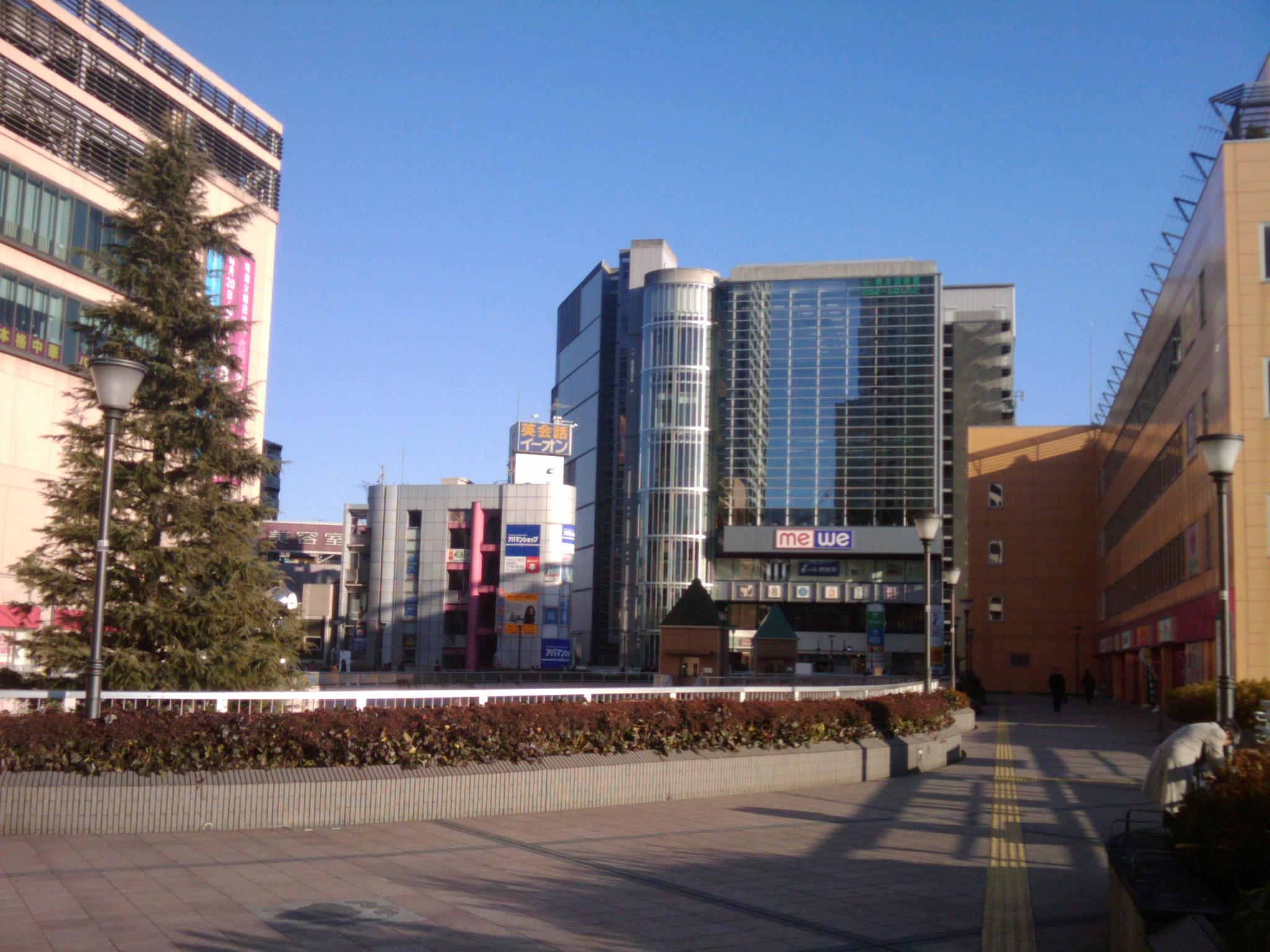
ペデストリアンデッキで結ばれる3つのビル。デッキ上から撮影。
橋本サティ（左）、ミウィ橋本（中央）、味の食彩館はしもと（右）
2010年1月26日撮影

2000年（平成12年）3月4日開業。JR横浜線と相模線、京王電鉄相模原線が乗り入れる橋本駅北口で行われた市街地再開発事業により、再開発ビル「橋本駅北口第一再開発ビル」が建設され、その核店舗として誘致されて開業した。
建物は再開発事業で整備された橋本駅北口のバスロータリーに面しており、2階入口はペデストリアンデッキでもう一つの再開発ビルであるミウィ橋本、レストランを集めたビル「味の食彩館はしもと」、JR橋本駅の改札に接続し、駅構内の連絡通路を経て橋本駅南口の駅前ロータリー、京王相模原線の橋本駅改札に接続している。連絡通路内にはJRの駅ナカ商業施設（BECK'S COFFEE SHOP、NEWDAYS）、京王クラウン街橋本などが並んでいる。
橋本ビブレとして開業した翌年の2001年には、橋本駅北口C地区再開発事業によりミウィ橋本が完成し、同年9月14日に開業した。また橋本駅南口では2010年9月17日にアリオ橋本が開業した。かつては狭小な木造家屋がひしめき、個人商店が商店街を形成していた橋本駅周辺には、再開発事業により大規模商業施設が集積し、街の風景を大きく変えることとなった。

### シティ・プラザはしもと
「橋本駅北口第一再開発ビル」の5階・6階には、相模原市の施設「シティ・プラザはしもと」が入居する。相模原市が政令指定都市に移行して緑区が発足した当初は緑区役所が置かれていたが、緑区合同庁舎（西橋本5丁目3-21）竣工に伴い緑区役所は移転した。その後は緑区役所の出張所として、5階に戸籍・住民票などの証明書を発行する緑区役所橋本駅連絡所が設置されている。そのほか、6階に緑区役所市民相談室、橋本公民館、総合就職支援センター、男女共同参画推進センター「ソレイユさがみ」が設置されている。2021年（令和3年）4月1日には市内3箇所にあった消費生活センターを統合し、6階に消費生活総合センターとして移転した。

## 歴史

### 幻の橋本そごう出店計画
橋本駅北口の市街地再開発事業への出店には、当時各地の駅前再開発地区での出店に注力し、特に国道16号沿いに出店計画を展開していたそごうをはじめ、沿線企業の京王百貨店、首都圏では吉祥寺に唯一出店していた近鉄百貨店などが競合した。そごうは競合した近鉄百貨店の2倍となる坪単価8,000円以上の賃料を提示し、京王百貨店を含む競合を退けて1989年（平成元年）10月に出店を決定し、橋本そごうとして出店を予定していた。
しかしその後、そごうの経営悪化により1993年（平成5年）8月に出店を凍結、3年後の1996年に出店契約を解約して正式に出店を断念している。そごうの撤退によりマイカルが出店することとなった。なお、橋本ビブレが開業した同年の2000年7月12日にそごうは民事再生法を適用して事実上倒産した。

### 橋本ビブレからサティへ
そごうが出店を断念したため、マイカルが出店することとなり、橋本そごうの出店計画時より規模を縮小した上で、再開発ビル「橋本駅北口第一再開発ビル」を建設。核テナントとしてビブレが出店することとなり、マイカルにより橋本ビブレとして2000年（平成12年）3月4日に開業した。
当初は橋本ビブレとして出店したものの、バブル景気の崩壊などの影響もあり、大型店舗を多店舗展開してきたマイカルもまた経営不振に陥ることとなる。マイカルの店舗ブランドとしては、若者向けのファッションビル業態として始めたビブレと、ファミリー層向けに百貨店と総合スーパー (GMS) の中間的業態として「生活百貨店」を標榜して始めたサティがあった。しかし同じ神奈川県内の新百合ヶ丘ビブレや厚木ビブレ、大阪・千里ニュータウンの北千里ビブレ（現：イオン北千里店）など、郊外型店舗ではファミリー層が主要顧客となっており、橋本ビブレもこの例に漏れなかった。
ビブレとサティの業態の区別が曖昧になっていたため、マイカルは経営再建策の一環として店舗ブランドの再編を計画し、ビブレのうちファミリー層が多い郊外店舗はサティへの転換を計画していた。しかし、橋本ビブレ開業の翌年となる2001年（平成13年）9月14日、マイカルもまた民事再生法を申請して事実上経営破綻した。そのため、橋本ビブレはビブレからサティへ転換した最初の店舗となったが、業態転換はマイカルの経営破綻後となった。橋本ビブレはサティへの業態転換にあたり「全館売りつくしセール」を開催した上で、同年10月20日をもっていったん閉店し、6日後の10月26日から橋本サティとして営業を再開した。
なお、翌2003年2月27日には、橋本ビブレに続いて北千里ビブレが「北千里サティ」に転換している。

### 橋本サティからイオンへ
2010年（平成22年）8月27日、イオン株式会社がグループ内のGMS事業の再編を行い、マイカルとイオンマルシェの2社をイオンリテールに統合した上で、サティとジャスコの店舗ブランドを廃止し、グループ名と同じ「イオン」へ段階的に統一する方針としたことが、朝日新聞、読売新聞、日本経済新聞などのマスメディアで報道された。
同年10月6日、イオン株式会社がニュースリリースで会社統合と店舗ブランドの統一について正式発表。翌2011年（平成23年）3月1日、マイカルはイオンリテールへ吸収合併されて消滅し、同日よりサティの店舗は全店「イオン」へ店名を変更（同年7月18日閉店予定の広島サティを除く）。これにより、橋本サティもイオン橋本店へ店名変更された。サティからイオンへの転換時は、ビブレからサティへの業態転換時のような売りつくしセールや一時閉店は行わず、店名変更に伴う看板架け替えなどの改装を行いつつ引き続き営業していた。
橋本サティからイオン橋本店へ転換した10日後の2011年（平成23年）3月11日には東日本大震災が発生し、イオン橋本店の営業にも大きな影響が出ることとなった。
なお、イオン橋本店への移行に伴い、橋本サティの公式サイト（URL：www.hashimoto-saty.com）は「イオン橋本店専門店街」の公式サイトへ移行し、イオンへの業態転換後も、専門店街公式サイトでは「hashimoto-saty.com」のドメイン名が使用されていた。しかし2020年代前半のサイトリニューアルの際にドメイン名が変更され「aeon-hashimoto-senmonten.com」となっている。

## フロア構成
6階（5階の一部を含む）は相模原市の公共施設「シティ・プラザはしもと」となっている。1階から5階の各階で駐車場（橋本駅北口市営駐車場）に接続する。
詳細はイオン橋本店公式サイト「フロアガイド」、イオン橋本店専門店街公式サイト「フロアガイド」を参照。
- 6階：シティ・プラザはしもと
緑区役所市民相談室、相模原市男女共同参画推進センター「ソレイユさがみ」、橋本公民館、相模原市消費生活総合センター、総合就職支援センター
- 5階：スポーツ&カルチャー・飲食
ダイソーイオン橋本店、レストラン街
シティ・プラザはしもと - 橋本パスポートセンター、橋本駅連絡所（戸籍・住民票・印鑑証明などの書類交付窓口）
- 4階：住まいと暮らし・専門店
ゲームコーナー、手芸店、クリニック
- 3階：婦人・紳士・子供の街
- 2階：服飾雑貨・専門店 - イオン橋本店食料品売場、飲食店
カンテボーレ橋本店（旧マイカル系のベーカリーカフェ）、スターバックスコーヒー
2階ペデストリアンデッキでミウィ橋本、JR橋本駅北口に接続（駅構内連絡通路で橋本駅南口、京王クラウン街橋本、京王相模原線橋本駅に接続）。
- 1階：総合食料品の街 - イオン橋本店食料品売場、フードコート
橋本駅北口ロータリー（路線バス・タクシー乗り場）に面する。